# Iwan Barinow
Iwan Spiridonowicz Barinow (ur. 1911 we wsi Troickoje-Baczurino w powiecie czerńskim w obwodzie tulskim, zm. ?) – oficer NKWD, wykonawca zbrodni katyńskiej.

## Życiorys
Skończył 9 klas tzw. „dziesięciolatki”, 1932-1935 służył w Armii Czerwonej (od 1932 w WKP(b), w 1938 wstąpił do NKWD i został oficerem operacyjnym, a później starszym oficerem operacyjnym 3. wydziału I Oddziału Specjalnego NKWD ZSRR. Za udział w mordowaniu polskich jeńców szef NKWD Ławrientij Beria przyznał mu 26 października 1941 nagrodę pieniężną. 21 marca 1941 został zastępcą szefa 10. wydziału II Oddziału Ludowego Komisariatu Bezpieczeństwa Państwowego, a 7 grudnia 1941 zastępcą szefa 5. wydziału I Oddziału Specjalnego NKWD ZSRR. Od 12 sierpnia 1943 pracował w Oddziale „A” Ludowego Komisariatu Bezpieczeństwa Państwowego/MGB ZSRR. 4 czerwca 1953 został szefem I Oddziału Specjalnego Zarządu MWD obwodu kijowskiego, a 22 września 1953 zastępcą szefa wydziału w Oddziale „P” MWD ZSRR. Od 29 marca 1955 szef 2. wydziału IV Oddziału Specjalnego MWD Rosyjskiej Federacyjnej Socjalistycznej Republiki Radzieckiej w stopniu pułkownika KGB. 

## Nagrody i odznaczenia
Był odznaczony Orderem Czerwonej Gwiazdy (25 czerwca 1954) i kilkoma medalami.